# Viðvík
Viðvík [ˈviːvʊik] és una badia situada a la costa oriental de l'illa de Viðoy, a les illes Fèroe. Té una orientació nord-sud i la població més propera és Hvannasund, que es troba a poc més d'un quilòmetre al sud-oest de la badia. A Viðvík hi desemboquen diversos cursos d'aigua, els més importants són el Kvíggjaskarðsá (a l'est) i el Víkará (a loest). El seu nom en feroès significa "badia de la fusta" i és degut al gran nombre de fusta flotant que hi encalla; aquest fenomen per extensió ha donat nom també a l'illa de Viðoy, que significa "illa de la fusta".
La badia, les costes de la qual estan deshabitades, també és un lloc conegut en la tradició de la caça massiva de balenes balenes cap d'olla, tot i que només se n'han documentat vuit en tota la història: el 28 de novembre de 1804, el 31 de juliol de 1815, el 21 de febrer de 1829, el 3 de juliol de 1833, el 6 d'agost de 1847, el 16 d'agost de 1942, el 30 de desembre de 1971 i el 27 de setembre de 1986.
Les caminades fins a Viðvík s'organitzen de tant en tant des d'Hvannasund. No hi ha cap sender marcat que hi arribi.